# Lancia Florida
Lancia Florida est le nom de deux études automobiles basées sur la Lancia Aurelia construites par Lancia en collaboration avec Pininfarina. Les deux exemplaires furent fabriqués en très petite quantité. Ces deux modèles sont considérés comme des chefs-d’œuvre du design automobile italien et ont eu une grande influence sur le design automobile. C'est à partir de ces deux études que furent plus tard extrapolées les versions berline et coupé de la Lancia Flaminia. 

## Florida I
La Florida I a été construite en 1955, suivie d'un coupé en septembre de la même année. Le modèle fut présenté pour la première fois au Salon de l'auto de Turin de la même année. La Florida I est surtout connue pour le modèle 4 portes Berlina, mais un coupé a également été fabriqué. C'était l'une des premières voitures à porter le logo Lancia. Selon la tradition de Lancia, la berline est dotée de portes suicides arrière, sans pilier B , ainsi que de nombreux éléments de design intéressants, tels que des flancs plats avec un seul pli au-dessus de la roue, des phares montés dans la calandre, un pare-brise inséré avec des arcs-boutants ,. Au total, 4 voitures furent construites, dont 3 berlines 4 portes et un coupé 2 portes . 
Pour la production du premier prototype chez Pininfarina, 10 des 340 employés de la société Pininfarina étaient chargés de la construction (probablement sous la direction de Francesco Martinengo). Le 2 avril 1955, Antonio Fessia devint le nouveau directeur technique de Lancia et initia de nouvelles modifications sur la voiture. Le moteur V6 était un développement de Francesco de Virgilio . La Florida avait initialement un essieu arrière rigide conventionnel DeDion.   

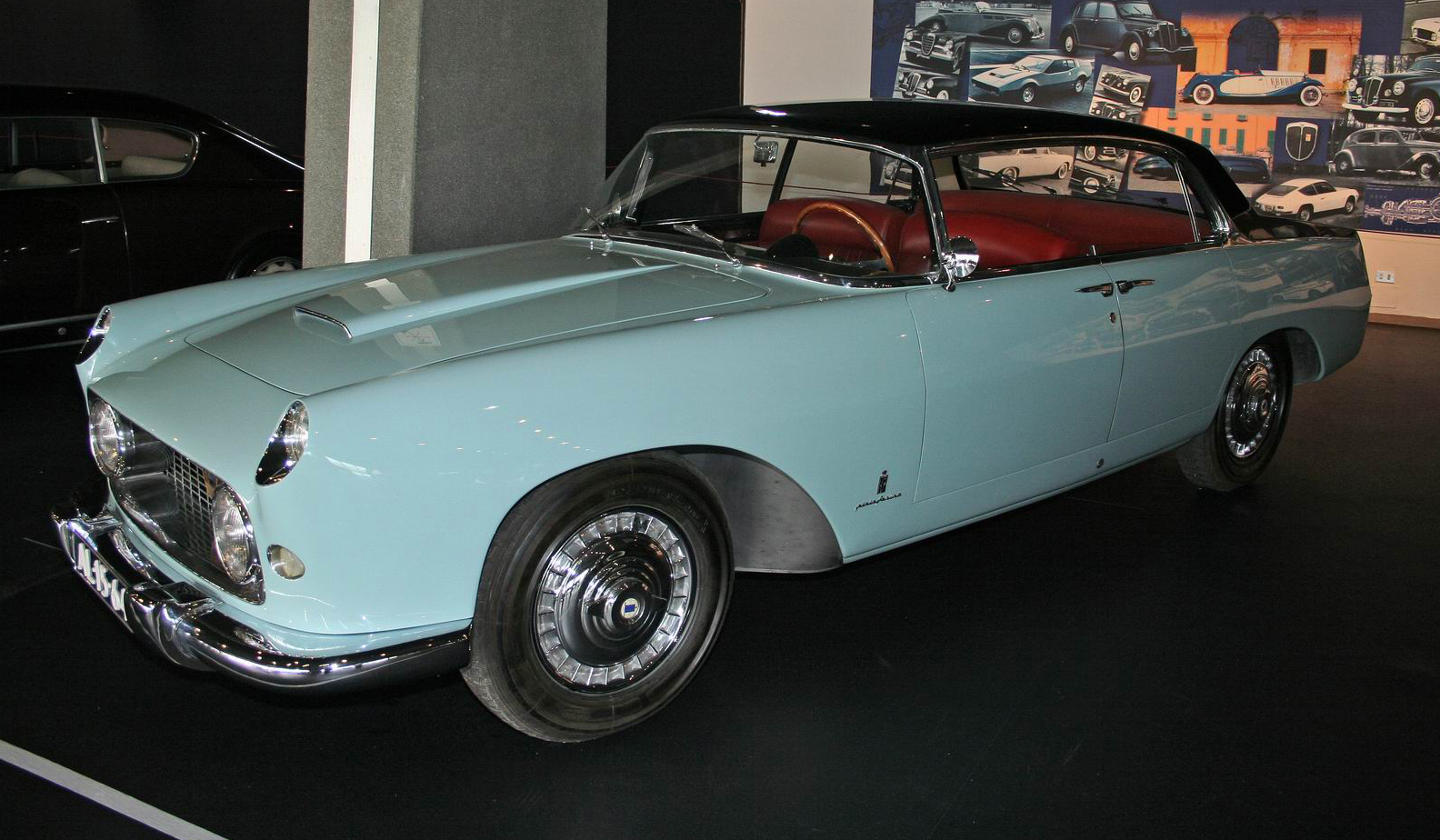
Florida I Berlina (berline)
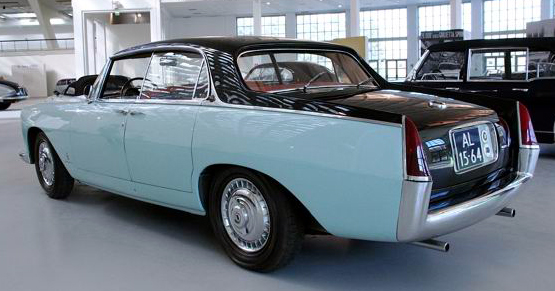
Florida I Berlina (berline) vue arrière
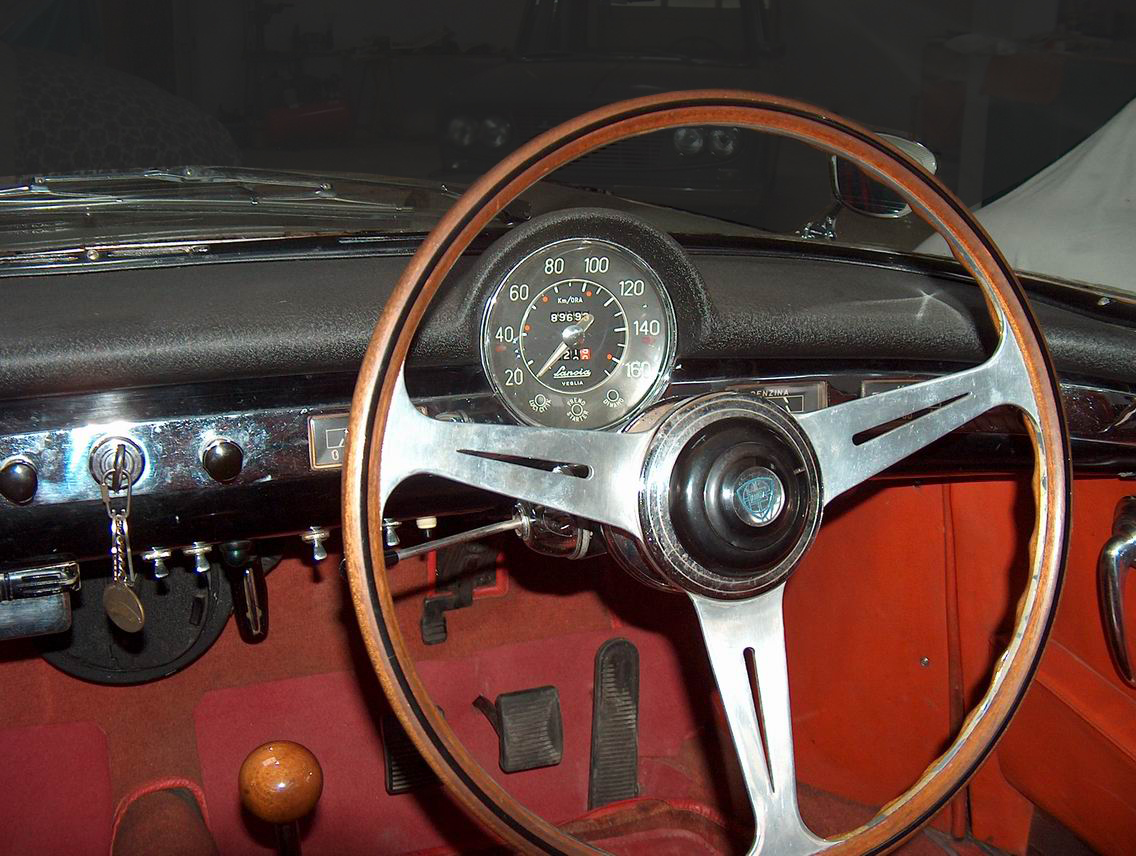
Florida I Berlina. Cockpit
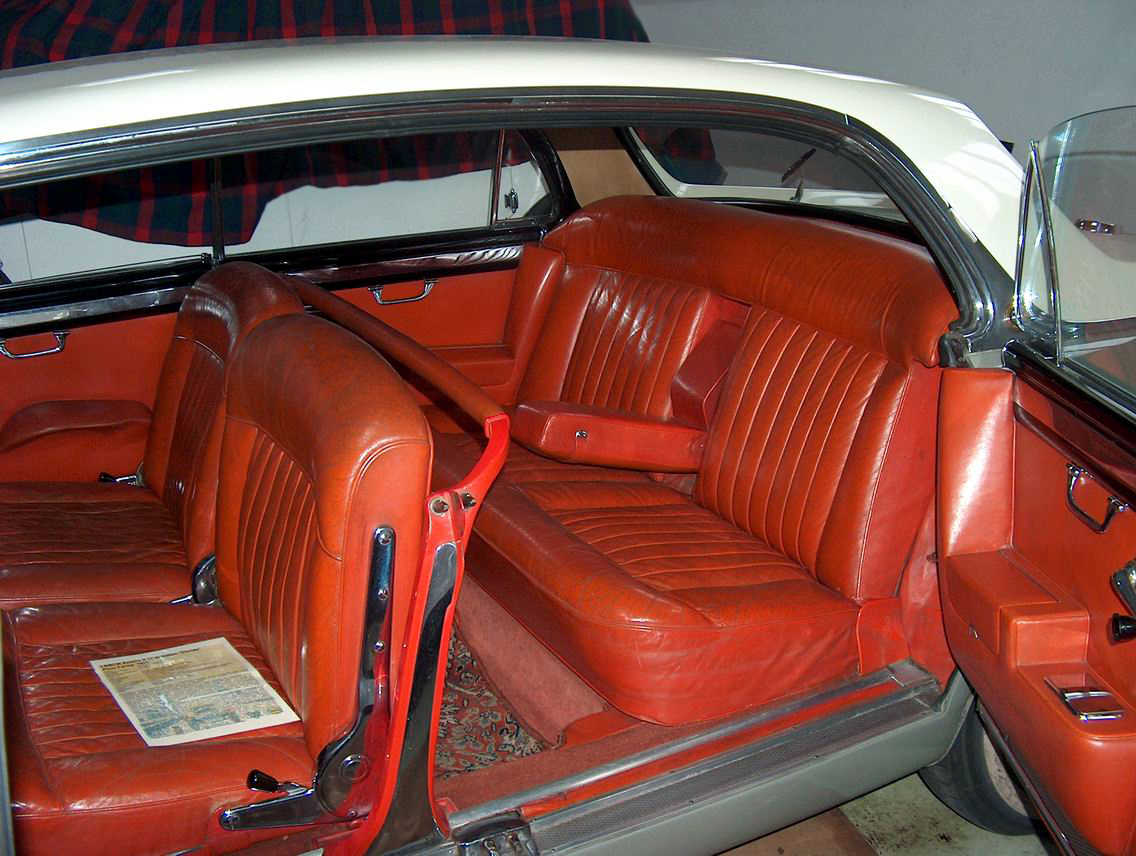
Florida I Berlina. Intérieur avec les deux portes ouvertes
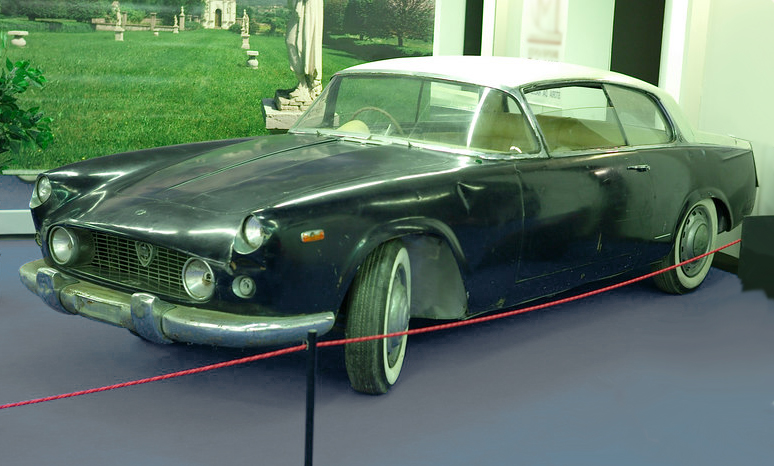
Florida I coupé

## Florida II
Le concept Florida II, apparu en 1957, est un coupé deux portes avec fenêtres sans montants, ce qui signifie qu’il n’a pas de pilier B. Son moteur était un V6 de 2 266 cm3 développant 87 ch (64 kW) à 4 800 tr/min. 
La Florida II était l'auto personnelle favorite du fondateur de Pininfarina, Battista Farina qu'il utilisa régulièrement jusqu’à sa mort en avril 1966. Il a également dit à propos de cette voiture que c'était "la seule à aller au paradis". 
La version de production de la Lancia Flaminia Coupe était semblable à la Florida II, partageant bon nombre de ses éléments de conception, mais avec un pilier B et significativement plus courte. À la demande de Lancia, le coupé Flaminia a également adopté un pare-brise plus droit, des vitres de portes encadrées, des fenêtres à aérations et des prises d'air plus grandes . La Florida II est considérée comme un design très important, beaucoup affirmant que son style angulaire a contribué à ouvrir la voie au design automobile des années 1960 dans son ensemble . Le designer de Mercedes, Bruno Sacco, a décrit la Florida II comme l’une des voitures qu’il aurait aimé concevoir . Les principes des portes suicide et l’absence de pilier B ont été repris dans l’étude Lancia Dialogos de 1997. 